# Roberto Álamo
Roberto Martínez Felipe, conegut com a Roberto Álamo (Madrid, 1 de gener de 1970), és un actor espanyol. Integrant de la companyia de teatre Animalario i format a l'Escola de Cristina Rota, va obtenir el Premi Max de teatre a la Millor interpretació masculina en 2010 pel seu aclamat treball en l'obra Urtain, així com dos Premis Goya, en 2013 i 2017.

## Trajectòria
Va començar la seva carrera com a actor en teatre amb la companyia Animalario i en televisió en sèries com Éste es mi barrio (1996) o La casa de los líos (1998).
En 2003 va participar en la seva primera pel·lícula, la comèdia de David Serrano Días de fútbol (2003), amb Alberto San Juan i Fernando Tejero, i després de curtes intervencions en sèries i pel·lícules com Gordos (2009) o Una hora más en Canarias (2010), protagonitzà al costat d'Antonio de la Torre Dispongo de barcos (2010), la història de quatre homes que deambulen per la ciutat pressionats pel seu passat.
Posteriorment ha participat en pel·lícules como La piel que habito (2011) de Pedro Almodóvar, Gordos de Daniel Sánchez Arévalo, Los dos lados de la cama d'Emilio Martínez Lázaro, o Te doy mis ojos d'Icíar Bollaín, La gran familia española (2013) o el seu paper De tu ventana a la mía de Paula Ortiz Álvarez.
A televisió és conegut pel seu paper de Juan de Calatrava en la sèrie Águila Roja (2009).
El 2013 va guanyar el Goya al millor actor de repartiment. L'actor es va imposar a Carlos Bardem amb "Alacrán enamorado", a Juan Diego Botto per "Ismael" i a Antonio de la Torre, el seu germà fictici a "La gran familia española".
El 4 de febrer de 2017 va guanyar el Premi Goya al Millor actor protagonista per Que Dios nos perdone.

## Filmografia

### Cinema
- Casting (1998)
- La mujer más fea del mundo (1999)
- Km. 0 (2000) Com Policía 1
- Noche de reyes (2001)
- Torremolinos 73 (2003)
- Valentín (2002) Com Eusebio
- Días de fútbol (2003) Com Ramón
- Te doy mis ojos (2003)
- Los 2 lados de la cama (2005)
- Shevernatze, un ángel corrupto (2007) Com Leo
- Días de cine (2007) Com Alfredo Torres / Palmero / Lotero / Antioquio / Chistoso del bar / Policía.
- Un buen día lo tiene cualquiera (2007) com Joaquín
- Gordos (2009) Com un mossèn
- Una hora más en Canarias (2010)
- Dispongo de barcos (2010) Com el de la perruca
- Águila Roja: la pel·lícula (2011) Com Juan de Calatrava
- La piel que habito (2011) Com Zeca
- De tu ventana a la mía (2011) Com Paco
- Fènix 11:23 (2012) Com Cardeñosa
- La gran familia española (2013) Com Benjamín "Ben" Montero Sanz
- Incidencias (2015) Com Guillermo
- Que Dios nos perdone (2016)
- Es por tu bien (2017), de Carlos Therón
- Zona Hostil (2017) d'Adolfo Martínez
- La niebla y la doncella (2017)
- Alegría, tristeza (2018) d'Ibon Cormenzana, com Marcos
- El asesino de los caprichos (2019) de Gerardo Herrero

### Curtmetratges
- Minas (1996)
- Soberano, el Rey Canalla (2001)
- Rutina (2002)
- No luz (2006)
- El último golpe (2006)

### Sèries de televisió
| Any         | Sèrie                            | Canal                   | Personatge          | Notes       |
| ----------- | -------------------------------- | ----------------------- | ------------------- | ----------- |
| 1996        | Éste es mi barrio                | Antena 3                |                     | 1 episodi   |
| 1998        | La casa de los líos              | Antena 3                |                     | 1 episodi   |
| 2005        | Maneras de sobrevivir            | Telecinco               | Josete              | 13 episodis |
| 2007        | Génesis: En la mente del asesino | Cuatro                  | Director documental | 1 episodi   |
| 2007        | Los Serrano                      | Telecinco               |                     | 1 episodi   |
| 2007        | La familia Mata                  | Antena 3                |                     | 1 episodi   |
| 2007 - 2008 | Los hombres de Paco              | Antena 3                | Aliat Uriarte       | 5 episodis  |
| 2008        | Sin tetas no hay paraíso         | Telecinco               |                     | 2 episodis  |
| 2008        | Aída                             | Telecinco               | Martillo            | 1 episodi   |
| 2008        | LEX                              | Antena 3                |                     | 1 episodi   |
| 2009        | Hermanos y detectives            | Telecinco               |                     | 1 episodi   |
| 2009 - 2013 | Águila roja                      | La 1                    | Juan de Calatrava   | 44 episodis |
| 2011        | Estudio 1                        | La 1                    | Urtain              | 1 episodi   |
| 2013        | Luna, el misterio de Calenda     | Antena 3                | Diego Mendoza       | 7 episodis  |
| 2014        | Bienvenidos al Lolita            | Antena 3                | Cúper               | 8 episodis  |
| 2014        | Hermanos                         | Telecinco               | Xabi                | 4 episodis  |
| 2015        | Bajo sospecha                    | Antena 3                | Federico Sanz       | 3 episodis  |
| 2017 - 2019 | Estoy vivo                       | La 1                    | Andrés Vargas Soto  | 8 episodis  |
| 2018        | Fugitiva                         | La 1                    | José K.             | 8 episodis  |
| 2018        | El Continental                   | La 1                    | Juan León de Baena  | 10 episodis |
| 2020        | Caronte                          | Prime Video / Telecinco | Samuel Caronte      | 13 episodis |
| 2020        | Antidisturbios                   | #0                      |                     | 6 episodis  |

### Teatre
- Lluvia constante (2014)
- De ratones y hombres (2012-2013)

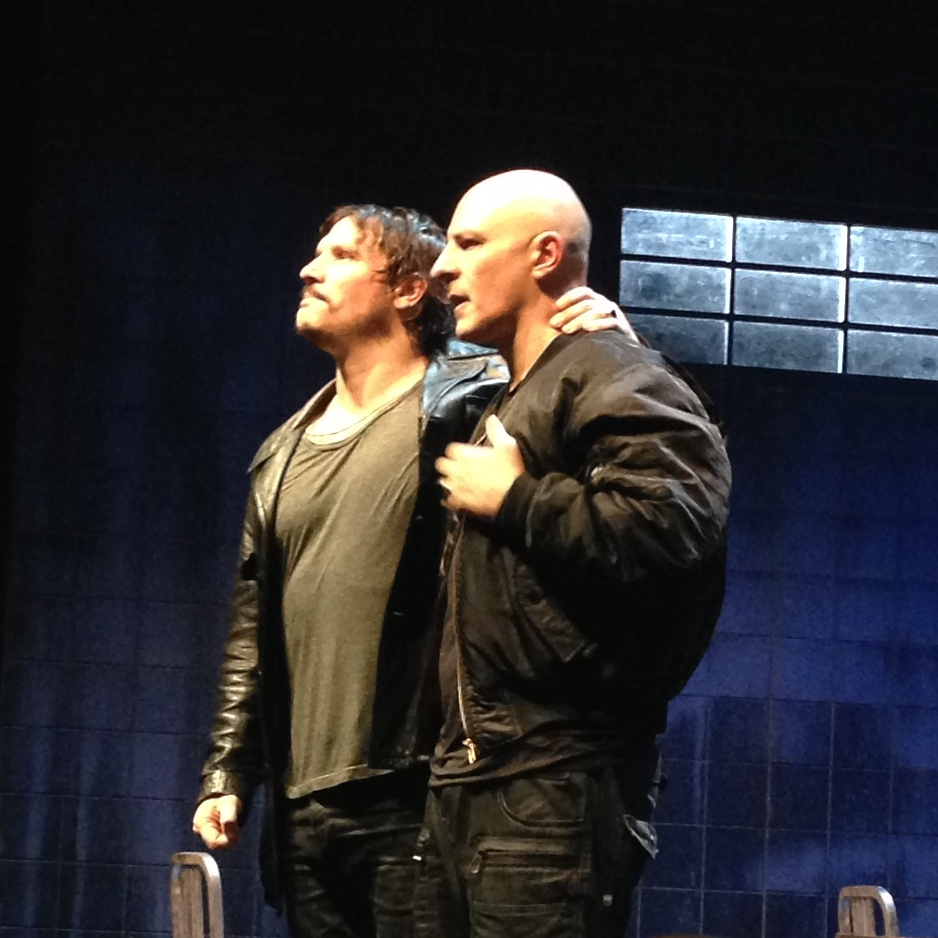
Roberto Álamo i Sergio Peris-Mencheta a "Lluvia constante" 10 de febrer de 2016

- Un tranvía llamado Deseo (2010-2011)
- Urtain (2008-2010)
- El Bateo y de Madrid a París
- Marat/Sade (2007)
- Hamelin (2005-2006)
- Alejandro y Ana (2003-2005)
- Tren de Mercancías huyendo hacia el Oeste (2002)
- Pornografía barata
- El fin de los sueños (2001)
- El Obedecedor (1999)
- Borges Cabaret
- Qué te importa que te ame (1998)
- Los Caballeros
- La Barraca (1997)
- Bola de Sebo
- Cinco hombres, cinco estilos
- Náufragos
- Esperando al Zurdo (1996)
- Lo bueno de las flores es que se marchitan pronto
- La Madeja

## Premis i nominacions
El 18 de març de 2017 Roberto Álamo va rebre el Premi de San Pancracio d'Honor del Festival Solidari de Cinema Espanyol de Càceres al costat dels actors Petra Martínez, Laia Marull, Carlos Santos, Anna Castillo, els directors Koldo Serra i Salvador Calvo i el director artístic i escenògraf Marcelo Pacheco.
Premis Goya
| Any  | Categoria                                     | Pel·lícula               | Resultat  |
| ---- | --------------------------------------------- | ------------------------ | --------- |
| 2016 | Millor interpretació masculina protagonista   | Que Dios nos perdone     | Guanyador |
| 2013 | Millor interpretació masculina de repartiment | La gran familia española | Guanyador |

2008
- Guanyador del Premi de la Unión de Actores al Millor actor revelació per Urtain.
- Finalista del Premi Mayte per Urtain.

2009
- Guanyador del Premio Ercilla a la Millor interpretació masculina per Urtain.

2010
- Guanyador del Premi Max a la millor interpretació masculina protagonista per Urtain.
- Guanyador del Premi Villa de Madrid a la millor interpretació masculina de teatre per Urtain.